# Pölfing-Brunn
Pölfing-Brunn é um município da Áustria, situado no distrito de Deutschlandsberg, no estado da Estíria. Tem 6,16 km² de área e sua população em 2019 foi estimada em 1.625 habitantes.